# Bea Alonzo
Bea Alonzo, pseudonimo di Phylbert Angelie Ranollo Fagestrom (Cainta, 17 ottobre 1987), è un'attrice e cantante filippina.

## Filmografia parziale

### Cinema
- My First Romance, regia di John D. Lazatin e Don Cuaresma (2003)
- Now That I Have You, regia di Laurenti M. Dyogi (2004)
- Dreamboy, regia di Gilbert Perez (2005)
- Close to You, regia di Cathy Garcia-Molina (2006)
- Pacquiao: The Movie, regia di Joel Lamangan (2006)
- All About Love, registi vari (2006)
- One More Chance, regia di Cathy Garcia-Molina (2007)
- And I Love You So, regia di Laurenti M. Dyogi (2009)
- Miss You Like Crazy, regia di Cathy Garcia-Molina (2010)
- Sa 'yo Lamang, regia di Laurice Guillen (2010)
- Pak! Pak! My Dr. Kwak!, regia di Tony Y. Reyes (2011)
- The Mistress, regia di Olivia Lamasan (2012)
- 24/7 in Love, registi vari (2012)
- Four Sisters and a Wedding, regia di Cathy Garcia-Molina (2013)
- She's The One, regia di Mae Cruz-Alviar (2013)
- The Love Affair, regia di Nuel C. Naval (2015)
- Love Me Tomorrow, regia di Gino M. Santos (2016)
- How to Be Yours, regia di Dan Villegas (2016)

### Televisione
- Kay Tagal Kang Hinintay (2002)
- It Might Be You (2003)
- Bida si Mister, Bida si Misis (2003)
- ASAP (2004-in corso)
- Ikaw Ang Lahat Sa Akin (2005)
- Bora (2005)
- Maalaala Mo Kaya: Palaisdaan (2006)
- Komiks Presents: Kamay Ni Hilda (2006)
- Maalaala Mo Kaya: Roses (2006)
- Komiks Presents: Bampy (2006)
- Star Magic Presents: Miss, Mistress (2006)
- Your Song Presents: OK Lang (2006)
- Komiks Presents: Da Adventures of Pedro Penduko (2006)
- Maging Sino Ka Man (2006-2007)
- Maalaala Mo Kaya: Barko (2007)
- Maging Sino Ka Man: Ang Pagbabalik (2007-2008)
- Your Song Presents: Tayong Dalawa (2008)
- Maalaala Mo Kaya: Card (2008)
- I Love Betty La Fea (2008-2009)
- Your Song Presents: Someone To Love (2009)
- Maalaala Mo Kaya: Kalapati (2010)
- Maalaala Mo Kaya: Makinilya	(2010)
- Magkaribal (2010)
- Maalaala Mo Kaya: Kwintas (2011)
- Guns and Roses (2011)
- Toda Max (2011)
- A Beautiful Affair (2012-2013)
- Sana Bukas pa ang Kahapon (2014)
- A Love to Last (2017)

## Discografia
- 2008 - The Real Me